# 道谷卓
道谷 卓（みちたに たかし、1964年（昭和39年） - ）は、日本の法学者・郷土史研究者。専門は刑事法学（刑事訴訟法学）。獨協学園理事、姫路獨協大学副学長兼人間社会学群長。兵庫県神戸市東灘区御影生まれ。兵庫県立御影高等学校、関西大学法学部卒。
御影高校在学中に郷土史家田辺眞人に師事し、郷土史の研究をはじめる。神戸深江生活文化資料館の研究員でもある。
所属学会は日本刑法学会、日本犯罪社会学会、日本ニュージーランド学会（理事）。
その他社会活動として、法務省保護司（1995年 -）、法務省加古川学園 篤志面接委員（1999年 -）、大阪家庭裁判所 参与員（2005年 -）、兵庫県留置施設視察委員会 委員長（2007年 -）、姫路市安全安心推進協議会 委員（2007年 -）といった肩書きを有す。

## 経歴
- 1964年：神戸市東灘区に生まれる。
- 1993年：関西大学大学院法学研究科博士課程後期課程単位修得退学。関西大学法学部非常勤講師となる。
- 2003年：奈良産業大学法学部助教授
- 2005年：姫路獨協大学法学部助教授
- 2006年：姫路獨協大学学長補佐兼務
- 2007年：姫路獨協大学法学部教授
- 2008年：姫路獨協大学入試・就職部長兼務
- 2009年：姫路獨協大学法学部長
- 2025年：姫路獨協大学名誉教授
- 2025年：追手門学院大学法学部法律学科教授

## 著書
- 『日本史の中の東灘』（（財）神戸市民文化振興財団、1989年）
- 『ザ・ひがしなだ 東灘の歴史の足跡をたどる』（神戸深江生活文化史料館友の会、1990年）
- 『中央区歴史物語』（神戸市中央区、1990年）
- 『新・中央区歴史物語』（神戸市中央区、1996年）
- 『うはらの歴史再発見 ちょっと昔の東灘』（東灘復興記念事業委員会、2000年）
- 『神戸歴史トリップ』（神戸市中央区、2005年） ISBN 9784990249304